# 378-ма стрілецька дивізія (СРСР)
378-ма стрілецька Новгородська Червонопрапорна дивізія — військове з'єднання Червоної армії СРСР, що існувало до 1945 року. Дивізія брала участь у боях Другої світової війни. Брала участь у Новгородсько-Лузькій операції.

## Історія
Дивізія брала участь у Новгородсько-Лузькій операції.
13 березня 1945 року особовий склад дивізії увійшов до складу 90-ї гвардійської стрілецької дивізії, почесні найменування «Новгородська» і орден Червоного прапора були передані 90-й дивізії від розформованої 378-ї стрілецької.